# Emma Klingenberg
Emma Klingenberg, född den 18 maj 1992 i Fåborg, är en dansk orienterare som ingick i silverlagen i sprintstafetten och långa stafetten vid VM 2014. Som junior tog hon totalt tre guld, tre silver och tre brons vid junior-VM.